# Onosma hispidum
Onosma hispidum är en strävbladig växtart som beskrevs av Nathaniel Wallich och George Don jr. Onosma hispidum ingår i släktet Onosma och familjen strävbladiga växter. Inga underarter finns listade i Catalogue of Life.